# Melanotesia siderata
Melanotesia siderata är en fjärilsart som beskrevs av Paul Dognin 1901. Melanotesia siderata ingår i släktet Melanotesia och familjen mätare. Inga underarter finns listade i Catalogue of Life.